# Каценович, Эвелина Рауф-Рафаиловна
Эвелина Рауф-Рафаиловна Каценович — советский и узбекистанский кардиолог и терапевт, доктор медицинских наук, автор метода ранней диагностики инфаркта миокарда.

## Биография
Эвелина Рауф-Рафаиловна Каценович родилась 5 октября 1948 года в г. Ташкенте, Узбекской ССР, в семье доктора медицинских наук, профессора Рауф-Рафаила Александровича Каценовича и кандидата медицинских наук, доцента Алисы Моисеевны Мирочник.
В 1966 году закончила среднюю школу № 50 г. Ташкента с золотой медалью.
В 1966 году поступила и в 1972 году закончила с отличием лечебный факультет Ташкентского Медицинского института (ТАШМИ).
В 1972—1987 годах ординатор и ассистент кафедры терапии ТАШМИ.
В 1979 году разработала способ ранней диагностики инфаркта миокарда, основанный на определении степени увеличения антирадикальной активности липидов, который был признан изобретением с выдачей авторского свидетельства СССР № 787997.
В 1981 году защитила кандидатскую диссертацию по кардиологии на тему: Исследование взаимосвязи различных форм ишемический болезни сердца с показателями перекисного окисления, антирадикальной активностью и жирнокислотным составом липидов сыворотки крови.
В 1983 году была награждена Дипломом Первой Степени на Всесоюзном конкурсе молодых врачей-кардиологов в г. Москве за разработку ранних методов диагностики инфаркта миокарда.
С 1988 года — доцент кафедры терапии ТАШМИ.
В 1992 году присвоена квалификация терапевта высшей категории.
В 1994 году защитила докторскую диссертацию по кардиологии на тему: Активность тромбоцитов и ее индивидуализированная фармакологическая коррекция при различных формах ишемической болезни сердца.
С 1994 года — и. о. профессора кафедры терапии ТАШМИ.
В 1995 году переезжает на постоянное место жительства в г. Майами, Флорида, США.
Умерла в 2005 году в г. Майами.
Эвелина Рауф-Рафаиловна Каценович автор более 40 научных статей и изобретений в области кардиологии и терапии внутренних болезней.

## Труды
1. Изменение активности антиоксидантных ферментов в крови больных ИБС при лечении нитросорбидом. — Кардиология. −1987.- XXVII, т. 10. -с. 117—119. / Соавт. Ланкин В. З., Костко С. З., Тихазе А. К., Митина В. М.
2. Агонистиндуцированная адгезия тромбоцитов. Применение метода у больных инфарктом миокарда. — Бюллетень экспериментальной и биологической медицины. — 1990 — № 2. — с. 135—137. / Соавт. Атаханова Л. З., Мазуров А. В., Репин В. С.
3. Способ диагностики инфаркта миокарда. — Авторское свидетельство СССР на изобретение № 787997. — 28.02.79. / Соавт. Зуфаров К. А., Ибрагимов У. К., Лукин Ю. Л.
4. Адгезивная активность тромбоцитов у больных стабильной, нестабильной стенокардией и острым инфарктом миокарда. — Кардиология. — 1991. — т. 31. № 2. — с. 48-53. / Соавт. Атаханова Л. З., Мазуров А. В., Карпов Ю. А., Костко С. З., Репин В. С., Руда М. Я.
5. Радиоизотопное лечение тромбоцитов с помощью моноклонального антитела против мембранных гликопротеидов IIв — IIIa, измерение адгезии / агрегации тромбоцитов на поверхности субстрата. — Бюллетень экспериментальной и биологической медицины. −1992. — № II. — c. 529—532. / Соавт. Раинкина Т. В., Хорец Б. А., Мазуров А. В.
6. Prediction of efficiency of anti-angina drugs based on the change of thrombocyte aggregation activity in patients with angina pectoris . — 5th World Conference of Clinical Pharmacology and Therapeutics. July 26-31. 1992. Jokogama, Japan. Abstracts. — 1992. — P. 177. — /Co-auth. Karimov H. Ja., Khakimov Z.Z., Khoretz B. A.